# 藤原拓磨
TAKUMA（タクマ、2002年2月4日 - ）は、日本の男性プロレスラー。血液型B型。岩手県岩手郡雫石町出身。本名ならびに旧リングネームは「藤原 拓磨（ふじわら たくま）」

## 経歴
小学校時代に友達からプロレス技をかけられたこと、地元で新日本プロレスの試合を観戦したことがきっかけで、プロレスラーを目指すようになる。
高校卒業後の2020年4月にDRAGON GATEへ入門。2021年11月27日の仙台サンプラザホール大会でデビューした。
2022年2月23日の和歌山県立体育館では、若手選手によるオープン・ザ・ブレイブゲート王座挑戦者決定5WAYマッチに勝利。3月5日の大阪府立体育会館大会にて、ドラゴン・ダイヤの保持する同王座に挑戦するも敗れた。
2022年6月5日、DRAGON GATE神戸サンボーホール大会で海外武者修行へ旅立つことが発表された。ウルティモ・ドラゴンがメキシコに設立した「闘龍門CASA」を拠点に活動する。11月には一時帰国し、DRAGON GATEとプロレスリング・ノアの合同興行に参加した。
2023年6月17日、メキシコ武者修行中に重大な契約違反の疑いがあるとして、SB KENToと共にDRAGON GATEから契約終了が発表された。8月23日、GLEAT後楽園大会にSB KENToと乱入、参戦を発表した。以降国内での活動団体はGLEATのみとなっている。

## タイトル歴
メキシコ
- DTU Nexoタッグ王座（パートナーはSB KENTo）